# 영국의 국가안보
영국의 국가안보는 영국이 자국의 국가안전보장을 위한 행위 및 사용하는 모든 수단이다. 영국이 세계 패권을 갖고 있던 1909년 MI6(영국 비밀정보부)가 창설된 이후, 격화되는 국제 패권경쟁의 흐름 속에서 계속 영국은 스스로를 지키기 위해 많은 투자를 했다.

## 개요

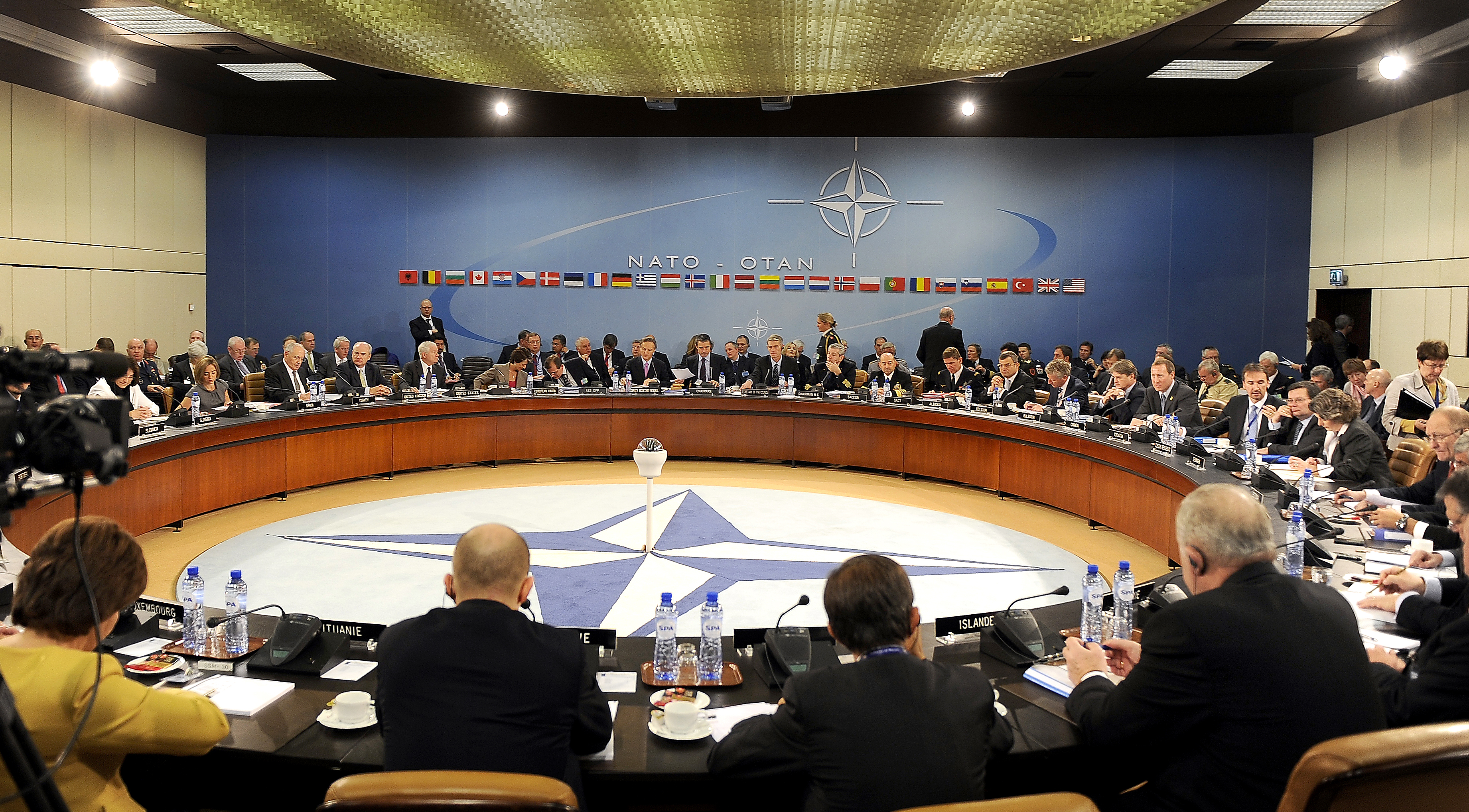
나토는 대서양에 속한 국가들의 안보를 책임지는 기구다. 나토군은 세계 국방비의 54% 이상을 지출 중이다.

### 파이브 아이즈
영국은 파이브 아이즈의 일원이다. 파이브 아이즈 국가끼리는 미국 통신위성이나 군사위성에 접근해서 이용할 수 있다. 안보와 직결되는 문제를 다루는 중요한 정보를 서로 교환하는 조직이다. 영어를 사용하는 공감을 가진 영어권 앵글로 색슨 국가들끼리 구성돼 있으며 군사대국인 미국의 전략자산에 많은 전략 활동을 의존한다. 유엔 안보리 상임이사국 2개국이 들어가 있고 핵 보유국도 2개국이다.

### 북대서양 조약기구
영국은 북대서양 조약 기구(이하 나토)의 일원이다. 나토 회원국은 전쟁시엔 군대의 작전통제권을 나토 사령부, 사실상 미국에게 넘긴다. 그러나 한국과의 차이점은 병력을 어느정도 넘기는지 자율적으로 선택할 수 있다. 모든 병력의 통제권을 의무적으로 넘기는 것은 아니라 넘기는걸 원치 않을 선택권도 갖고 있다.

## 역사

### 70년대~80년대
1970년대 영국은 경제가 어렵던 시기였다. 극심한 인플레이션과 막대한 복지 지출과 노조의 파업으로 영국 경제는 제기능을 하지 못 했고, 이로 인해 영국병이라는 말까지 나왔다. 영국 노동당 정부는 1976년 IMF와 금융구제 협상을 했다. 경제위기로 IMF를 맞은 국가들인 영국과 한국은 모두 해외 기업들에게 자국 자산이 팔렸다는게 특징이다. 마거릿 대처 총리는 집권 이후, 노조와 타협하지 않고 파업 행위를 멈췄고 복지 지출을 줄이고 시장을 개방했다. 그 뒤로 영국 경제는 크게 나아진다. 1980년대 영국은 금융 개방을 한 뒤, 영국 증권사의 90% 이상이 영국 기업이 아닌 미국, 일본 기업들에게 인수됐다. 일본에서는 윔블던 효과라고도 부른다. 자국의 시장을 개방하자, 자국기업이 금융을 지배하지 못하고 외국계 기업이 금융을 잠식하는 현상이다. IMF 구제금융 조치 이후, 강남 빌딩들이 미국 공룡기업 리만 브라더스, 골드만삭스에 인수됐던 한국과 비슷하다. 그러나 이는 부정적인 면만 있는게 아니라 강력한 경쟁력과 높은 신용을 가진 외국계 기업이 운영해주면서 경제가 안정되는 이점이 있다.

브렉시트는 영국에게 무역, 군사, 에너지 안보의 장애물로서 지장을 줄 가능성이 있단 목소리가 나오고 있다.

### 브렉시트 이후
2019년, EU에 소속된 메리트가 없어 브렉시트를 밀어붙이고 있는 영국은 이로 인해 차후에 생길 안보 공백에 대한 우려가 담긴 목소리가 나오고 있다.

### 미중 패권 경쟁기

#### 화웨이 때리기
2019년, 미국은 화웨이 때리기에 영국의 동참을 요구했었다. 폼페이오 국무장관은 기념적인 공식 자리에서 "마거릿 대처 역사였다면 화웨이에 시장을 개방했을까"라는 발언도 했다. "중국 법에 따르면 중국 정부는 화웨이나 ZTE 등 중국 통신업체들에 정보 접근을 요구할 수 있는 권한이 있다"라고도 언급했다.

#### 지적재산 보호
2020년 10월 영국은 중국인 유학생들의 일부 수강을 제한했다. 중국인 유학생에게 국가의 전략적인 범주의 학문에 접근하지 못하도록, 핵개발과 관련된 학문을 포함해 국가 전략적인 학문으로 간주되는 분야는 중국인 유학생이 수강을 못하도록 조치를 했다. 자국의 기술이 유출되는 것을 보호하고 중국을 잠재적인 전략적인 적으로 간주한 행동였으며, 반면 한국인 유학생은 심사 면제다.
2020년 11월 영국은 자국의 방위산업을 외국인으로부터 보호하기 위한 조치를 한다. '국가안보 및 투자법안'을 만들어, 영국 안보 위협시 외국이 영국 기업을 인수하는 것을 금지한다. 금지하는 범위는 에너지,교통,인공지능,암호화등이 있으며 미래 4차 산업혁명 시대의 안보 환경 대비를 위한 조치들이다.

## 같이 보기
- 일본의 국가안보
- 프랑스의 국가안보